# Myrmeleon (Myrmeleon) croceicollis
Myrmeleon (Myrmeleon) croceicollis is een insect uit de familie van de mierenleeuwen (Myrmeleontidae), die tot de orde netvleugeligen (Neuroptera) behoort. 
Myrmeleon (Myrmeleon) croceicollis is voor het eerst wetenschappelijk beschreven door Gerstäcker in 1885.